# John Faithfull Fleet
John Faithfull Fleet, född 1847, död 21 februari 1917, var en brittisk indolog.
Fleet vistades 1869–1897 i Indien, varunder han 1883–1886 innehade den enkom för honom inrättade posten som epigraphist of the government of India. Fleet var indologins främste epigrafiker och en utmärkt kännare av indiskt kulturliv över huvud taget. Han utgav Pali, Sanskrit and Canarese inscriptions (1878).